# Euryopis episinoides
Espèce
Synonymes
- Theridion acuminatum Lucas, 1846 nec Wider, 1834
- Argus episinoides Walckenaer, 1847
- Theridion scriptum O. Pickard-Cambridge, 1872
- Euryopis tarsalis Pavesi, 1875
- Euryopis quadrimaculata O. Pickard-Cambridge, 1876

Euryopis episinoides est une espèce d'araignées aranéomorphes de la famille des Theridiidae.

## Distribution
Cette espèce se rencontre dans le bassin méditerranéen, au Cap-Vert et en Géorgie.
Elle a été introduite en Chine, en Inde, en Afrique du Sud et à La Réunion.

## Description
Les mâles mesurent de 2,0 à 2,8 mm et les femelles de 2,5 à 3,5 mm.
Euryopis episinoides se reconnait par son opisthosome globuleux et d'un noir brillant. Les extrémités de ses huit pattes ont tendance à virer vers le rouge clair ou le orange sombre. Il est à noter que l'abdomen de la femelle peut augmenter en volume lorsqu'elle possède des œufs et la rend donc reconnaissable facilement.

## Techniques de combat

### Défense
Lorsque l'araignée se trouve en danger, elle prend le réflexe de positionner son abdomen entre elle et son agresseur. Il permet d'isoler et de protéger sa tête. Ensuite, à l'aide de ses deux pattes postérieures, elle applique de la soie collante sur son attaquante pour l'immobilier un certain temps.Euryopis episinoides va utiliser ce temps pour se retourner et venir mordre son agresseur et lui injecter une dose de son venin. Dans l'éventuel cas où elle serait attaquée par des fourmis, il semblerai qu'elle ai tendance à mordre au niveau de l'abdomen de cette dernière. Le venin paralyse au bout de quelques secondes sa victime et la tue pour de bon au bout de seulement plusieurs dizaines de secondes.

### Chasse
De manière assez semblable à ses techniques de défenses, elle emballe sa proie, et la paralyse avec son venin. Il semblerait que, prenant l'initiative du combat, elle prenne le temps et l'avantage de l'emballer en faisant le tour de sa victime. De plus, elle à la spécificité de tisser une toile avec un stabilimentum spécialisé, qui renvoi les rayonnements UV et permet d'attirer certaines proies, servant à des fonctions au-delà du simple soutien structurel,.

## Nutrition
Elle se nourrit exclusivement de fourmis. En anglais elle est nommée en tant que "ant-eatters". Mais elle accepte de manière très régulière, et si le choix lui est imposé, les termites et mouches de fruits.
De par sa taille s'approchant des autres insectes, il ne lui faut pas beaucoup pour la satisfaire. En revanche, elle n'hésite pas à faire des provisions dépassant parfois sa propre taille.
Chassant généralement directement au sol et ramenant ses proies dans des sortes de petits terriers de toiles, il n'est pas rares de voir cette petite araignée se balader avec entre ses pattes postérieures un paquet en soie remplie d'insectes divers et variés. La plupart du temps, elle attache son cocon de proies à ses fillières.

## Systématique et taxinomie
Cette espèce a été décrite sous le protonyme Argus episinoides par Walckenaer en 1847. Elle est placée en synonymie avec Euryopis acuminata par Simon en 1881. Theridion acuminatum Lucas, 1846 étant préoccupé par Theridion acuminatum Wider, 1834, la synonymie est inversée par Platnick en 1998.

## Publication originale
- Walckenaer, 1847 : « Dernier Supplément. » Histoire naturelles des Insectes. Aptères. Paris, vol. 4, p. 365-564.